# Стара Балашівка
Стара Балашівка — колишній населений пункт в Кіровоградській області у складі Кіровоградського району.

## Стислі відомості
Засноване в другій половині XIX століття.
В 1930-х роках — у складі Зинов'євського району Одеської області.
В часі Голодомору 1932—1933 років від нелюдської смерті померло не менше 1 людини.
В сучасності — частина мікрорайону Балашівка (Кропивницький).